# Euidotea distincta
Euidotea distincta är en kräftdjursart som först beskrevs av Guerin-Meneville 1843.  Euidotea distincta ingår i släktet Euidotea och familjen tånglöss. Inga underarter finns listade i Catalogue of Life.